# 蘇加武眉
蘇加武眉或稱蘇甲巫眉（1972年前拼作），旧译士甲巫眉，是印度尼西亞的一個內陸城市，位於西爪哇省，为格德火山南麓的蘇加武眉縣（飛地）所包圍，位於國家首都雅加達以南約100公里。
該市海拔約584公尺，是一個小型避暑度假勝地，氣候比周圍的低地涼爽。蘇加武眉周圍地區也是一個受歡迎的泛舟目的地。茶葉和橡膠生產是該地區的一個主要產業。圍繞著蘇加武眉山的郊區人口增長迅猛，蘇加武眉縣北部緊靠火山，與大雅加達接壤，是該縣大部分人口的家園。
該市面積為48.33平方公里，2010年人口普查時為300,359人，2020年人口普查時為346,325人；截至2022年中期，官方估計為356,410人。然而截至2010年的人口普查數字，約有180萬人居住在周邊的大都會區。大都市地區的大部分人口是不尋常的，因為它在格德火山周圍形成了一個狹窄的西南環。環形人口帶的東部部分一直延伸到展玉縣。

## 名称
来自梵语（“幸福的”）和（“土地”），即“乐土”之意。这一名称是由荷兰种植园主安德烈斯·德·维尔德命名的，他于1813年从当时占领爪哇的英国人手中购下了这片土地。

## 历史

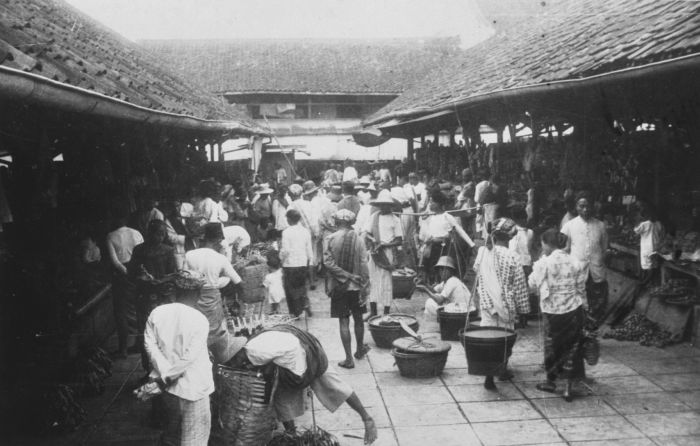
1920年代的士甲巫眉市场

现存最早的爪哇语碑文——苏加武眉碑即发现于此地，据碑文可知该碑立于804年。当时此地属于巽他王国的一部分。
1677年，荷兰占领了此地。17世纪末，荷兰人将咖啡引入爪哇后，该地区成为最早种植咖啡的地区之一。
1811年，英国人占领了爪哇岛，1813年荷兰种植园主安德烈斯·德·维尔德从英国人手中购下了这片地区，并将其命名为苏加武眉。1816年殖民地返回荷兰统治之后，苏加武眉并未被更名。其后逐渐发展，1914年士甲巫眉建市。
在近代，士甲巫眉的华侨数量占当地人口比较高。1926年统计当地人口有2.4万人，其中华人约有三千。1907年本地曾有一间小型中华学校，但至少在1917年已经停办。当地华人也曾出版过报纸《理报》（1902年）等。
1942年3月，士甲巫眉为日军占领，并在当地建立了爪哇最大的集中营。1945年8月，印尼独立后，当地的印尼民兵解除了当地日军武装。